# 2136
Năm 2136. Trong lịch Gregory, nó sẽ là năm thứ 2136 của Công nguyên hay của Anno Domini; năm thứ 136 của thiên niên kỷ thứ 3 và năm thứ 36 của thế kỷ 21; và năm thứ bảy của thập niên 2130.